# Каякский сельсовет (Новосибирская область)
Каякский сельсовет — сельское поселение в Чулымском районе Новосибирской области Российской Федерации.
Административный центр — село Золотая Грива.

## История
Статус и границы сельского поселения установлены Законом Новосибирской области от 2 июня 2004 года № 200-ОЗ «О статусе и границах муниципальных образований Новосибирской области»

## Население
| 2002 | 2010 | 2012 | 2013 | 2014 | 2015 | 2016 |
| ---- | ---- | ---- | ---- | ---- | ---- | ---- |
| 756  | ↘640 | ↘622 | ↗627 | ↘601 | ↘574 | ↘564 |
| 2017 | 2018 | 2019 | 2020 | 2021 |      |      |
| ↘551 | ↘522 | ↘505 | ↘487 | ↗489 |      |      |

## Состав сельского поселения
| № | Населённый пункт | Тип населённого пункта       | Население |
| - | ---------------- | ---------------------------- | --------- |
| 1 | Золотая Грива    | село, административный центр | ↘556      |
| 2 | Зубари           | посёлок                      | ↘0        |
| 3 | Каяк             | посёлок                      | ↘44       |
| 4 | Преображенский   | посёлок                      | →40       |